# Pseudocythere
Pseudocythere is een geslacht van kreeftachtigen uit de klasse van de Ostracoda (mosselkreeftjes).

## Soorten
- Pseudocythere (Plenocythere) fragilis Swanson, 1979
- Pseudocythere anterocostata Schornikov, 1982
- Pseudocythere attenuata (Jones, 1857) Jones & Sherborn, 1889 †
- Pseudocythere bristovii Jones & Sherborn, 1889 †
- Pseudocythere britannica Horne, 1986
- Pseudocythere calcarata (Seguenza, 1880) Guillaume, Peypouquet & Tétart, 1985 †
- Pseudocythere caudata Sars, 1866
- Pseudocythere chanwei Hu & Tao, 2008
- Pseudocythere cretacea Bonnema, 1941 †
- Pseudocythere cubensis Bold, 1960 †
- Pseudocythere deviata Ruan, 1988
- Pseudocythere fragilis (Sars, 1866) Morkhoven, 1963
- Pseudocythere fuegensis Brady, 1880
- Pseudocythere fuegiensis Brady, 1880
- Pseudocythere ishizakii Khosla & Nagori, 1989 †
- Pseudocythere mediterranea (Bonaduce, Ciampo & Masoli, 1980) Malz & Jellinek, 1994 †
- Pseudocythere micropunctata Whatley & Downing, 1984 †
- Pseudocythere minima Schornikov, 1981
- Pseudocythere minuta Scott, 1905
- Pseudocythere modesta Schornikov, 1982
- Pseudocythere moneroni Schornikov, 1981
- Pseudocythere norvegica Horne, 1986
- Pseudocythere seguenziana Neviani, 1906
- Pseudocythere serrulata Mehes, 1941 †
- Pseudocythere similis Mueller, 1908
- Pseudocythere soodani Bhandari, 1992 †
- Pseudocythere tonkingiensis (Herrig, 1976) Hanai, Ikeya & Yajima, 1980 †
- Pseudocythere undulata Schornikov, 1982